# Shilhak-Inshushinak
Shilhak-Inshushinak est un roi élamite ayant régné de 1150 à 1120 avant notre ère. Il est le fils de Shutruk-Nahhunte, et succède à son frère aîné Kutir-Nahhunte III. Son règne est considéré comme marquant l'apogée du royaume élamite.
Du point de vue politique, il continue sur la lancée de ses deux prédécesseurs, qui avaient conquis le royaume de Babylone, en éliminant la dynastie kassite. Il lance des expéditions en direction du nord-ouest, dans les monts Zagros, où il soumet différents petits rois, avant de menacer directement le territoire soumis au royaume d'Assyrie, remontant jusqu'à Arrapha. Mais une révolte en Babylonie le pousse à rebrousser chemin. Le roi d'Isin, Ninurta-nadin-shumi, réussit à chasser les Élamites et à reprendre Babylone. Shilhak-Inshushinak s'avère incapable de contre-attaquer, et son règne s'achève sur cet échec.

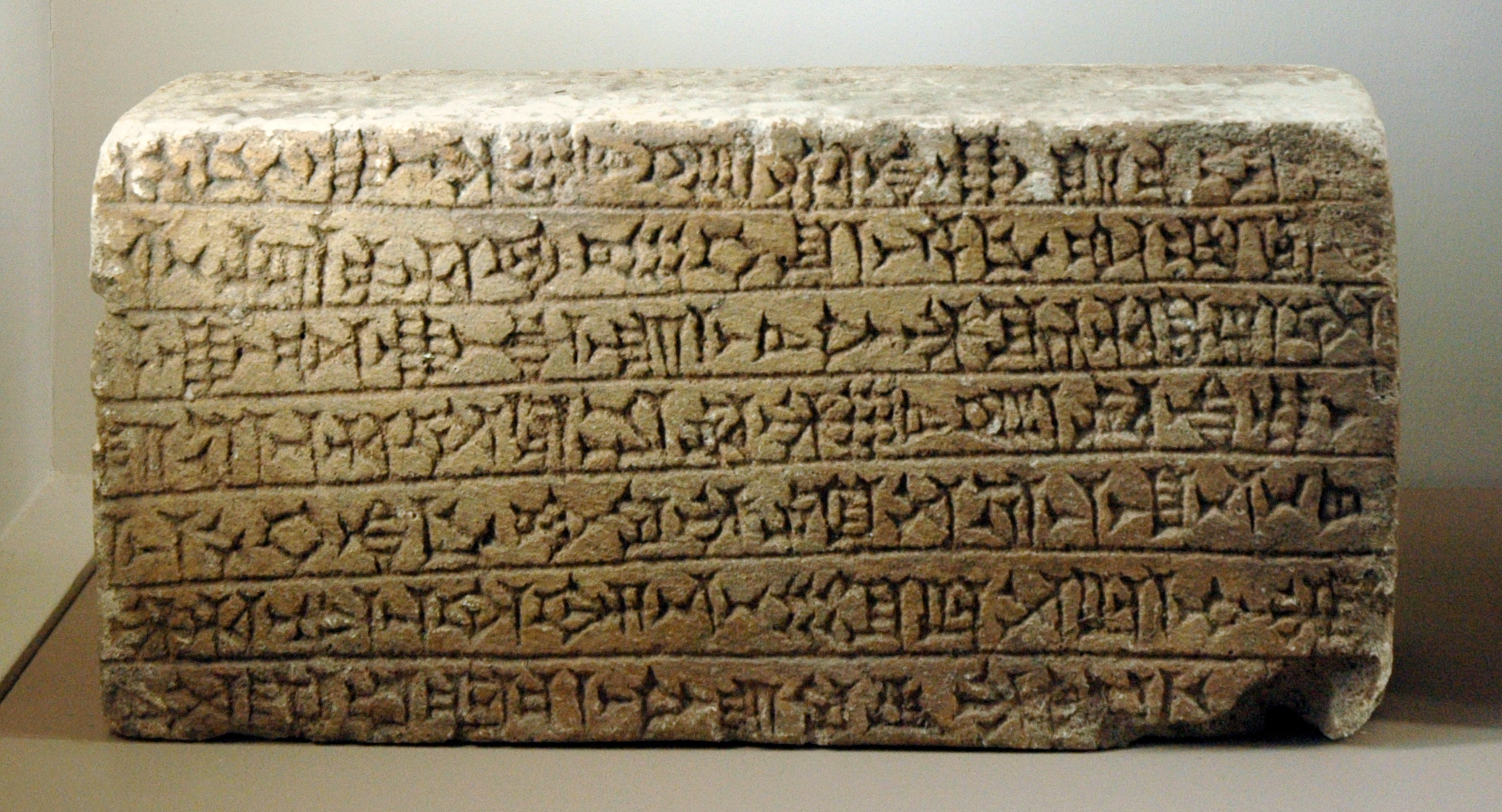
Brite de Shilhak-Inshushinak inscrite en élamite, au sujet de la décoration de Suse en briques émaillées, v. 1140 avant notre ère, musée du Louvre

Shilhak-Inshushinak a également réalisé de nombreuses restaurations de temples, surtout dans la ville de Suse, où il a rebâti le temple du grand dieu Inshushinak et celui de Ninhursag.